# Tiende Elfstedentocht

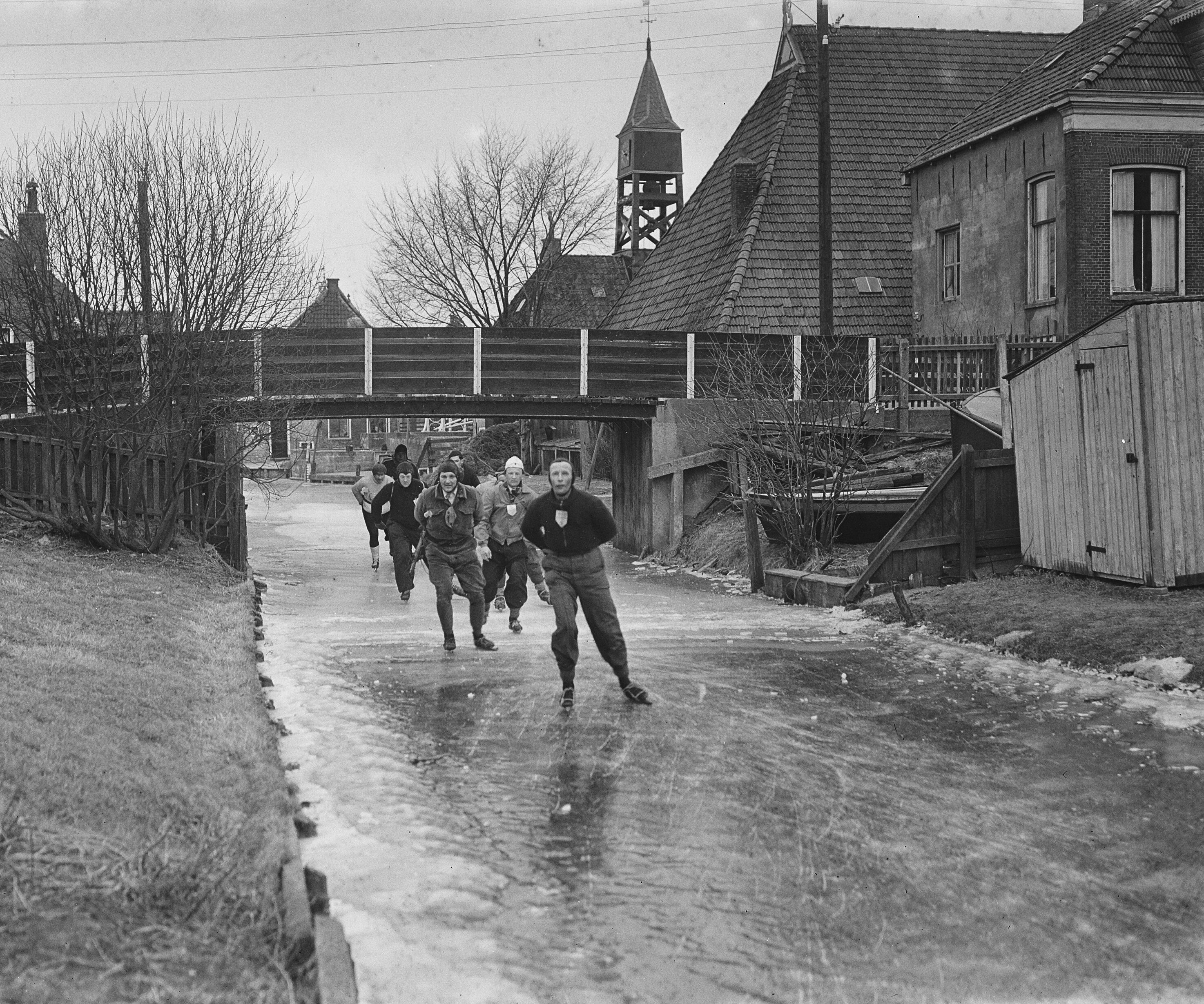
Hindeloopen

Op 3 februari 1954 werd de tiende Elfstedentocht gereden.

## Organisatie
Bij de tiende Elfstedentocht was het voor het bestuur van de Vereniging De Friesche Elf Steden duidelijk dat de tocht was uitgegroeid van een relatief amateuristische tocht tot een nationaal sportevenement. Al in de zomer waren draaiboeken in elkaar gezet voor de tocht zodat men alleen nog maar ijs nodig had voor de tocht doorgang zou kunnen vinden. Niet alleen de groeiende populariteit van de tocht speelde ook een rol, maar ook de frauduleus verlopen negende Elfstedentocht. Het bestuur nam maatregelen zodat dergelijke wantoestanden niet meer zouden voorkomen, onder andere door verborgen (niet aangekondigde) stempelposten. Voor de vereniging kwamen er nieuwe statuten en er werd besloten deze strenger te handhaven. Waar het in het verleden nog weleens voorkwam dat een schaatser een Elfstedenkruisje kreeg terwijl deze de tocht niet helemaal voltooide, was dit sindsdien uit den boze.

## De weersomstandigheden
Friesland ging in de winter van 1954 gebukt onder zware vorst en een scherpe wind. In de nacht van 22 op 23 januari was de vorst ingevallen; de dagen daarna nam de vorst toe bij een krachtige en soms harde oostenwind. Na een paar dagen met iets minder wind kwam de kou op 1 februari verscherpt terug met 's nachts strenge en overdag matige vorst met daarbij een vrij krachtige oostenwind, windkracht 5. Het beloofde dan ook geen gemakkelijke tocht te worden. Het Elfstedenbestuur raadde zondagschaatsers af zich in te schrijven, en zelfs een official van het Ministerie van Onderwijs, Kunsten en Wetenschappen, waar ook sport onder viel, raadde iedereen die niet in prima lichamelijke conditie verkeerde af om mee te doen. Veel schaatsers lieten dan ook al op voorhand verstek gaan. De avond voor de tocht beloofde niet veel goeds, er stond een krachtige en af en toe harde oostenwind bij een temperatuur van omstreeks -11. De volgende ochtend was de wind echter aanzienlijk afgenomen en vroor het nog maar een aangename zeven graden. In de middag zou de temperatuur zelfs tot -1 oplopen.

## Leeuwarden-Harlingen
Om zes uur vertrokken de wedstrijdschaatsers bij het Van Harinxmakanaal. Het duurde lang voor er sprake was van een kopgroep. Pas bij Sloten was er sprake van een leidersgroep bestaande uit Jan Charisius, Jan van der Hoorn, Piet Keijzer, Klaas Lefferstra, Jeen van den Berg, Wierd Wynia en Piet Zwart. Om half acht schaatsen de mannen Sloten binnen, een kwartier sneller dan de zetter van het Elfstedenrecord in de achtste Elfstedentocht. In Hindeloopen wisten enkele achtervolgers zich bij de kopgroep te voegen. In Workum kwam een groep van 21 man aan. Bij Bolsward was er zelfs een kopgroep van 26 schaatsers. Pas bij Kimswerd maakte zich uit deze grote kopgroep een nieuwe leidersgroep los. Zes mannen, Jeen Nauta, Jeen van den Berg, Klaas Lefferstra, Jan Charisius, Anton Verhoeven, en Aad de Koning.

## Harlingen-Leeuwarden
Bij Harlingen bestond de voorsprong van deze nieuwe kopgroep uit twee minuten. Bij Franeker waren zij al vier minuten uitgelopen op de achtervolgers. Achter hen had zich inmiddels een tweede groepje los weten te maken van de groep. Henk Lamberts, Wierd Wynia en Jan van der Hoorn probeerden aansluiting te vinden. Over het traject Franeker-Dokkum deed de kopgroep slechts 1 uur en 44 minuten. Het was inmiddels voor iedereen duidelijk dat het record van Sietze de Groot uit 1942 zou sneuvelen.

## De eindsprint

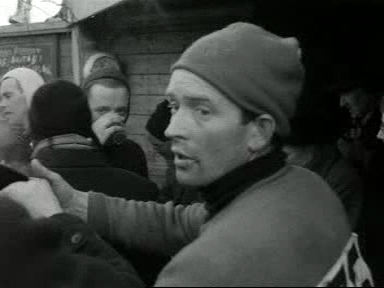
Klaas Lefferstra tijdens de Tiende Elfstedentocht

In de buurt van Leeuwarden wilde Klaas Lefferstra het niet laten aankomen op een eindsprint en probeerde hij zich vast los te maken van de kopgroep. Hij liep honderdvijftig meter uit op de vijf mannen, maar deze zetten de tegenaanval in en haalden hem in. De ontsnapping vergde zoveel energie dat Lefferstra nu niet kon bijblijven. Voor de vijf mannen sloeg even de onzekerheid toe toen de Noorderbrug in Leeuwarden niet open stond. Moesten ze er kruipend onderdoor, of klunen? Jeen van den Berg kreeg als eerste het bruggetje naar de wal in de gaten en wist als eerst weer op het ijs te staan. Gevolgd door Verhoeven, die bij het afgaan van de trap Van den Berg bij zijn trui vasthield. Jan Charisius stapte op een strohalm en kwam ten val. De mannen die nog op de schaats stonden zagen in de verte een groot bord met Eindstreep erop staan.
Minder duidelijk stond de vermelding nog 500 meter vermeld. Toen Van den Berg en Verhoeven daar langs schaatsten begonnen zij al te juichen en zetten zij niet meer af. Toen de duizenden toeschouwers de mannen op hun vergissing hadden gewezen was het Jeen van den Berg die zich als eerste weer herstelde en op de finish afstoof. Verhoeven, die dacht dat hij winnaar was, werd nog door Charisius ingehaald voor ook hij weer verder schaatste. In een tijd van 7 uur en 35 minuten kwam van den Berg als winnaar over de finish. Lefferstra kwam 2 minuten later als zesde binnen. Daar zei hij nog Wier, ik haw te folle dien; dat moat in oare kear oars! (Werkelijk, ik heb te veel gedaan; dat moet een andere keer anders!) Hiermee refereerde hij aan het vele kopwerk dat hij gedaan had.

## Uitslag
| Positie | Naam              | Woonplaats | Tijd |
| ------- | ----------------- | ---------- | ---- |
| 1       | Jeen van den Berg | Nij Beets  | 7.35 |
| 2       | Aad de Koning     | Purmerend  | 7.35 |
| 3       | Jan Charisius     | Leeuwarden | 7.35 |
| 4       | Jeen Nauta        | Wartena    | 7.36 |
| 5       | Anton Verhoeven   | Dussen     | 7.36 |
| 6       | Klaas Lefferstra  | Stobbegat  | 7.37 |
| 7       | Wierd Wynia       | Cornwerd   | 7.59 |
| 8       | Henk Lamberts     | Wageningen | 7.59 |
| 9       | Jan van der Hoorn | Ter Aar    | 7.59 |
| 10      | Piet Zwart        | Warga      | 8.07 |

## De schaatsers
Van de 2597 tochtschaatsers die bij het FEC aan de tocht begonnen wisten 2143 het Elfstedenkruisje te bemachtigen. Van de 138 wedstrijdschaatsers wisten er 63 binnen twee uur na Jeen van der Berg binnen te komen. Van de vrouwen, die nog steeds niet aan de wedstrijd mochten meedoen was het Sjoerdtsje Faber die als eerste binnenkwam.

## Boek
In 2003 verscheen bij uitgeverij De Arbeiderspers het boek Een koude oorlog - De Elfstedentocht 1954 van de hand van Dirk Vellenga.
vóór 1909 
· 1e (2 januari 1909)
· 2e (7 februari 1912)
· 3e (27 januari 1917)
· 4e (12 februari 1929)
· 5e (16 december 1933)
· 6e (30 januari 1940)
· 7e (6 februari 1941)
· 8e (22 januari 1942)
· 9e (8 februari 1947)
· 10e (3 februari 1954)
· 11e (14 februari 1956)
· 12e (18 januari 1963)
· 13e (21 februari 1985)
· 14e (26 februari 1986)
· 15e (4 januari 1997)